# Bundesarbeitsgemeinschaft der Integrationsämter und Hauptfürsorgestellen
NEU: Bundesarbeitsgemeinschaft der Integrations- und Inklusionsämter und Träger der Sozialen Entschädigung ab 2024.
Um die Teilhabe von schwerbehinderten Menschen am Arbeitsleben zu fördern und zu sichern, haben sich die Integrationsämter zusammen mit den Hauptfürsorgestellen in der Bundesarbeitsgemeinschaft der Integrationsämter und Hauptfürsorgestellen (BIH) zusammengeschlossen. Die Hauptfürsorgestellen heißen seit 2024 Träger der Sozialen Entschädigung. Die BIH ist eine Gesellschaft bürgerlichen Rechts (GbR), ab 2022 hat sie die Rechtsform eines eingetragenen Vereins – BIH e. V.

## Geschichte
Die Wurzeln der BIH gehen zurück bis ins Jahr 1919. Damals entstanden die ersten staatlichen Hauptfürsorgestellen, die sich im gleichen Jahr zur Arbeitsgemeinschaft der Deutschen Hauptfürsorgestellen zusammengeschlossen haben. Ihnen oblag nach dem Ersten Weltkrieg die Fürsorge für die Kriegsbeschädigten und die Hinterbliebenen der Kriegsopfer. Sie waren auch zuständig für die Förderung der Beschäftigung von (durch den Krieg) Schwerbeschädigten.
Meilenstein: Schwerbehindertengesetz
Ein Meilenstein in der weiteren Entwicklung war das Gesetz zur Sicherung der Eingliederung Schwerbehinderter in Arbeit, Beruf und Gesellschaft von 1974 – das Schwerbehindertengesetz. Es basierte auf den gesetzlichen Grundlagen von 1919, entsprach jedoch dem modernen Gedanken einer umfassenden Rehabilitation aller behinderten Menschen – unabhängig von der Ursache ihrer Behinderung.
Aus "Hauptfürsorgestelle" wird Integrationsamt und Hauptfürsorgestelle
Im Juli 2001 wurde das Schwerbehindertengesetz novelliert und in das neu geschaffene Neunte Buch Sozialgesetzbuch integriert. Damit verbunden war auch eine Trennung der Aufgaben: Die "neuen" Hauptfürsorgestellen sind seither ausschließlich für die Kriegsopferfürsorge und andere Zielgruppen des sozialen Entschädigungsrechts, zum Beispiel Opfer von Gewalttaten oder Wehrdienstgeschädigte, zuständig. Die damals neu geschaffenen Integrationsämter fördern die Teilhabe schwerbehinderter Menschen am Arbeitsleben. Ihr gemeinsamer Dachverband ist die Bundesarbeitsgemeinschaft der Integrationsämter und Hauptfürsorgestellen (BIH).

## Organisation
Mitglieder der BIH sind die 17 Integrationsämter und Hauptfürsorgestellen in Deutschland, die teils staatlich, teils kommunal organisiert sind. Weiteres Mitglied ist seit dem 1. Januar 2018 die Bundeswehrverwaltung in Düsseldorf als „Hauptfürsorgestelle“ der Soldatinnen und Soldaten. Zum 1. Januar 2019 sind 15 Bundesländer mit ihren Versorgungsverwaltungen der BIH beigetreten. Vorsitz und Geschäftsführung der BIH liegen jeweils für mehrere Jahre bei einem ihrer Mitglieder – derzeit beim Inklusionsamt des Landschaftsverbandes Rheinland in Köln.
Innerhalb der BIH arbeiten Experten in den Fachausschüssen
- Schwerbehindertenrecht
- Kriegsopferfürsorge

und in den Arbeitsausschüssen und Fachgruppen
- Information und Bildung
- Technische Beratungsdienste
- Integrationsbegleitung
- Inklusionsbetriebe
- Hörbehinderte
- EDV-System
- Rechtsfragen

Die Fachausschüsse und Arbeitsausschüsse erarbeiten zum Beispiel Empfehlungen für die Erbringung von Leistungen, gemeinsame Qualitätsstandards, spezielle EDV-Programme sowie Seminar- und Schulungskonzepte.

## Leistungen
Die BIH erbringt für ihre Mitglieder eine Vielzahl von Dienstleistungen. Dazu gehören:
- Gemeinsame Öffentlichkeitsarbeit: z. B. die Zeitschrift "ZB Zeitschrift: Behinderung & Beruf", zahlreiche Broschüren und der Internetauftritt www.integrationsaemter.de oder Kurzadresse www.bih.de
- Konzepte für Seminare, insbesondere für Schwerbehindertenvertretungen, Betriebs- und Personalräte sowie für Inklusionsbeauftragte des Arbeitgebers
- Fortbildungsveranstaltungen für Mitarbeiter der Integrationsämter und Hauptfürsorgestellen
- Die Entwicklung von EDV-Programmen im Schwerbehindertenrecht

All diese Dienstleistungen ermöglichen eine einheitliche Qualität des Angebots der Integrationsämter und Hauptfürsorgestellen. Sie sparen ferner erhebliche Kosten für die Mitglieder ein.

## Vertretung auf Bundesebene
Darüber hinaus vertritt die BIH ihre Mitglieder im Beirat für die Teilhabe behinderter Menschen beim Bundesministerium für Arbeit und Soziales, im Beratenden Ausschuss bei der Bundesagentur für Arbeit und in der Bundesarbeitsgemeinschaft für Rehabilitation (BAR). Sie vertritt weiter die fachlichen Positionen ihrer Mitglieder bei Gesetzesanhörungen, sozialpolitischen Veranstaltungen und in Arbeitsgruppen auf Bundesebene.

## Ziele
Die Zusammenarbeit der Integrationsämter und Hauptfürsorgestellen in der BIH dient der
- Abstimmung einer einheitlichen Rechtsanwendung bei der Durchführung ihrer Aufgaben,
- Erstellung von Arbeitsgrundlagen,
- Erarbeitung von Empfehlungen,[7]
- Weiterentwicklung des Behindertenrechts und des Sozialen Entschädigungsrechts.

## Medien der BIH
- ZB Zeitschrift: Behinderung & Beruf;[8] erscheint vierteljährlich mit den Regionalbeilagen Baden-Württemberg und Rheinland
- ZB Spezial,[9] z. B. Behinderungsarten und Finanzielle Leistungen
- BIH Jahresberichte:[10] Hilfen für schwerbehinderte Menschen im Beruf (Fakten, Daten, Grafiken)
- ZB info[11] zu Schwerpunktthemen, z. B. wichtige Urteile
- Publikationen[12] der BIH, z. B. Broschüren und Ratgeber